# Circonscription de Béni Mellal-Khénifra

Carte de la circonscription.

La circonscription de Béni Mellal-Khénifra est la circonscription législative marocaine de la région de Béni Mellal-Khénifra. Elle est l'une des douze circonscriptions législatives régionales créées après la réforme électorale de 2021. Elle est représentée dans la XIe législature par Zineb Amahrouk, Jaouhara Bousjada, Madiha Khyir, Touria Afif, Zahra Moumen, Saadia Amehzoune et Malika Zekhnini.

## Historique des élections

### Élections de 2021
| Parti       | Parti                                                       | Voix      | %      | Députée(s) élus   |  |
| ----------- | ----------------------------------------------------------- | --------- | ------ | ----------------- |  |
|             | Rassemblement national des indépendants (RNI)               | 174 578   | 25,48  | Saadia Amehzoune  |  |
|             | Parti authenticité et modernité (PAM)                       | 129 791   | 18,94  | Jaouhara Bousjada |  |
|             | Mouvement populaire (MP)                                    | 89 289    | 13,03  | Zineb Amahrouk    |  |
|             | Parti de l'Istiqlal (PI)                                    | 79 433    | 11,59  | Madiha Khyir      |  |
|             | Union socialiste des forces populaires (USFP)               | 66 570    | 9,72   | Malika Zekhnini   |  |
|             | Parti du progrès et du socialisme (PPS)                     | 31 199    | 4,55   | Zahra Moumen      |  |
|             | Parti de la justice et du développement (PJD)               | 29 130    | 4,25   | Touria Afif       |  |
|             | Union constitutionnelle (UC)                                | 23 744    | 3,47   |                   |  |
|             | Mouvement démocratique et social (MDS)                      | 22 965    | 3,35   |                   |  |
|             | Alliance de la fédération de gauche (AGD)                   | 13 847    | 2,02   |                   |  |
|             | Front des forces démocratiques (FFD)                        | 6 669     | 0,97   |                   |  |
|             | Parti socialiste unifié (PSU)                               | 5840      | 0,85   |                   |  |
|             | Parti vert marocain (PVM)                                   | 2581      | 0,38   |                   |  |
|             | Parti marocain libéral (PML)                                | 2439      | 0,36   |                   |  |
|             | Parti des Néo-Démocrates (PND)                              | 1419      | 0,21   |                   |  |
|             | Parti du centre social (PCS)                                | 918       | 0,13   |                   |  |
|             | Parti travailliste (PT)                                     | 915       | 0,13   |                   |  |
|             | Parti de l'Espoir (PE)                                      | 891       | 0,13   |                   |  |
|             | Parti de l'équité (PRE)                                     | 812       | 0,12   |                   |  |
|             | Parti de la renaissance (PAN)                               | 527       | 0,08   |                   |  |
|             | Parti de la liberté et de la justice sociale (PLJS)         | 490       | 0,07   |                   |  |
|             | Parti de l'environnement et du développement durable (PEDD) | 365       | 0,05   |                   |  |
|             | Parti démocrate national (PDN)                              | 208       | 0,03   |                   |  |
|             | Parti de la réforme et du développement (PRD)               | 171       | 0,02   |                   |  |
|             | Parti de la renaissance et de la vertu (PRV)                | 161       | 0,02   |                   |  |
|             | Parti démocratique de l'indépendance (PDI)                  | 115       | 0,02   |                   |  |
|             | Parti de la société démocratique (PSD)                      | 66        | 0,01   |                   |  |
|             |                                                             |           |        |                   |  |
| Inscrits    | Inscrits                                                    | 1 207 283 | 100,00 |                   |  |
| Abstentions | Abstentions                                                 | 522 150   | 43,25  |                   |  |
| Exprimés    | Exprimés                                                    | 685 133   | 56,75  |                   |  |